# Abagrotis varix
Abagrotis varix är en fjärilsart som beskrevs av Augustus Radcliffe Grote 1876. Abagrotis varix ingår i släktet Abagrotis och familjen nattflyn. Inga underarter finns listade i Catalogue of Life.